# Ted Radcliffe
Theodore Roosevelt Radcliffe (Ted Radcliffe) genannt Double Duty (* 7. Juli 1902 in Mobile, Alabama; † 11. August 2005 ebenda) war ein Profi-Baseballspieler und früher ein Star der Negro Leagues.

## Leben

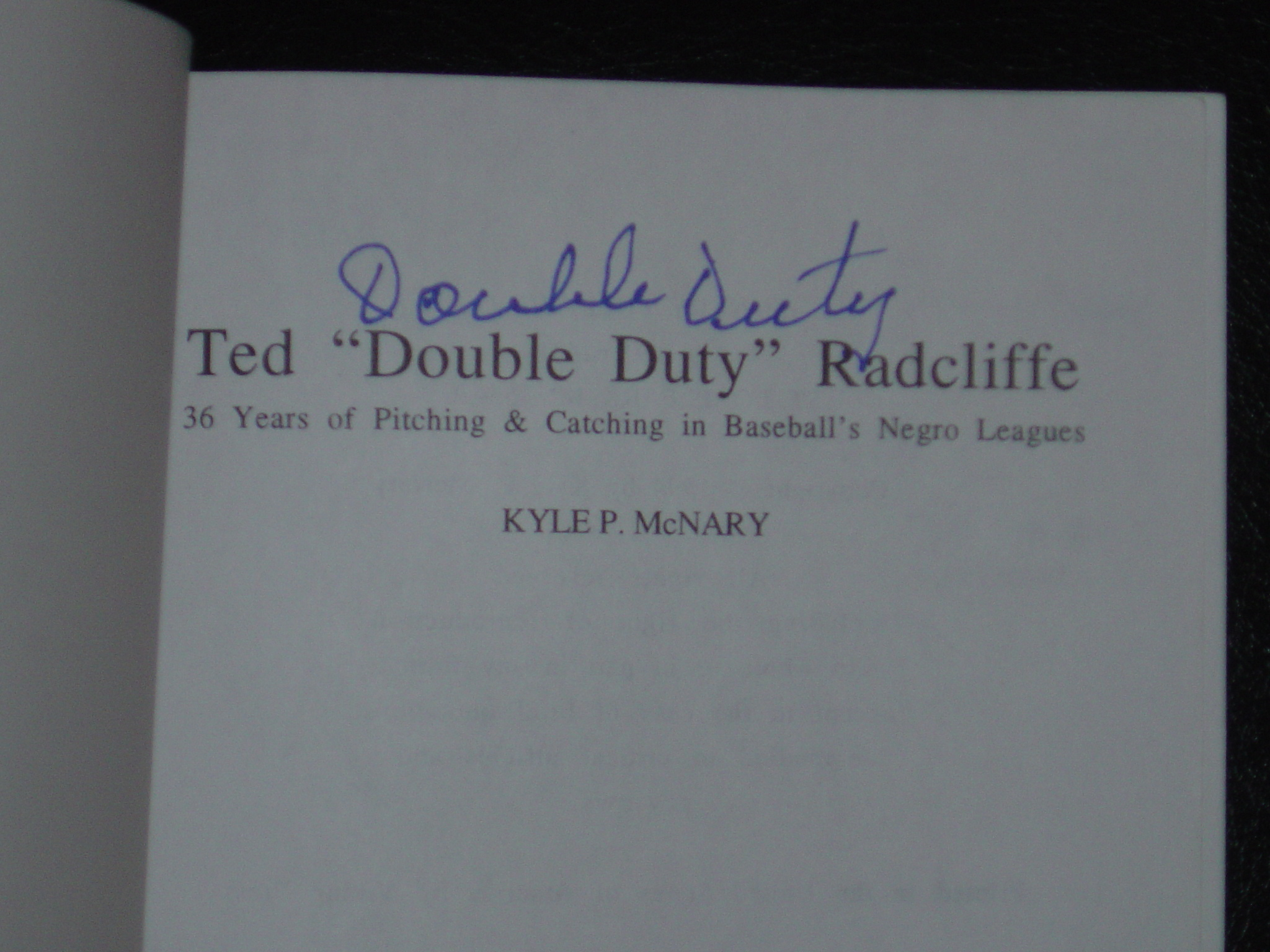
Unterschrift von Ted Radcliffe

Ted Radcliffe wuchs als eines von zehn Kindern in Mobile auf. Zusammen mit seinem Bruder Alex Radcliffe und ihren Freunden Satchel Paige und Bobby Robinson lernten sie das Baseballspiel mit einem aus Lumpen selbst gemachten Ball. Als Teenager trampten die Brüder 1919 nach Chicago, wo bereits ein älterer Bruder lebte. Die restliche Familie folgte ihnen kurze Zeit später. Ein Jahr später unterzeichnete Radcliffe seinen ersten halbprofessionellen Vertrag mit den Illinois Giants, bei dem er 50 Dollar für je 15 Spiele und 50 Cent Essengeld pro Tag erhielt. So bekam er ein Monatseinkommen von ca. 100 Dollar. Ein paar Spielzeiten blieb er bei den Giants, bevor er in das ebenfalls halbprofessionelle Team der Gilkerson's Union Giants wechselte.
Seine Profikarriere begann 1928 bei den Detroit Stars in der Negro National League. Danach spielte er bei den St. Louis Stars (1930), Homestead Grays (1931), Pittsburgh Crawfords (1932), Columbus Blue Birds (1933), New York Black Yankees, Brooklyn Eagles, Cincinnati Tigers, Memphis Red Sox, Birmingham Black Barons, Chicago American Giants, Louisville Buckeyes und den Kansas City Monarchs. 1937 übernahm er das Training der Cleveland Tigers, 1938 der Memphis Red Sox und schließlich 1943 der Chicago American Giants.
Er spielte für über 30 verschiedene Mannschaften, hatte mehr als 4000 Hits, 400 Home Runs, gewann etwa 500 Spiele mit 4000 Strikeouts. Er spielte als Pitcher und Catcher, wurde Trainer und in späteren Jahren beliebter Botschafter für den Baseball-Sport. Zuletzt lebte er in Chicago.
Damon Runyon prägte den Spitznamen "Double Duty", weil Radcliffe in den Doubleheader-Spielen zwischen den Pittsburgh Crawfords und den Monroe Monarchs der 1932er Negro League World Series sowohl als Catcher wie auch als Pitcher spielte.